# Antonov An-30
El Antonov An-30 (designación OTAN: Clank) es un avión para cartografía propulsado por dos turbohélices, fabricado en la Unión Soviética por la compañía Antonov. Es un derivado del avión de transporte Antonov An-24.

## Especificaciones Técnicas (An-30)
Referencia datos: Jane's All The World's Aircraft,1988–89. Jane's Information Group.

### Características generales
- Tripulación: 7
- Longitud: 24,3 m (79,6 ft)
- Envergadura: 29,2 m (95,8 ft)
- Altura: 8,3 m (27,3 ft)
- Superficie alar: 75 m² (807,3 ft²)
- Peso vacío: 15 590 kg (34 360,4 lb)
- Peso máximo al despegue: 23 000 kg (50 692 lb)
- Planta motriz: 2× turbohélice ZMKB Progress AI-24T.
  - Potencia: cada uno.

### Rendimiento
- Velocidad nunca excedida (Vne): 540 km/h (336 MPH; 292 kt)
- Velocidad crucero (Vc): 430 km/h (267 MPH; 232 kt)
- Alcance: 2630 km (1420 nmi; 1634 mi)
- Techo de vuelo: 8300 m (27 231 ft)

## Variantes
An-24FK
Un único prototipo, convertido a partir de un An-24B.
An-30A
Versión para la aviación civil. 65 fueron entregados al Ministerio de Aviación Civil de la Unión Soviética, 6 a otras organizaciones civiles soviéticas. 18 An-30A fueron fabricados para la exportación, 7 de los cuales fueron entregados a China.
An-30B
Versión para la Fuerza Aérea Soviética. 26 fabricados.  La principal diferencia frente al An-30A radica en su aviónica. La mayoría de los An-30B fueron equipados con dispensadores de chaff y bengalas.
An-30D Sibiryak
Versión de largo alcance del An-30A, desarrollada en 1990. 5 aeronaves se convirtieron en An-30D.
An-30FG
Un único ejemplar diseñado para la República Checa, equipado con un radar meteorológico.
An-30M Meteozashchita
Versión diseñada para la investigación y el control meteorológico.
An-30R
Un An-30 matriculado CCCP-30055/RA-30055(c/n1101), convertido como una aeronave de reconocimiento NBQ. El An-30R RA-30055 fue empleado para monitorizar la radiación emitida durante el desastre de la Central Nuclear de Chernóbil, siendo retirado del servicio inmediatamente después de la intervención.

## Operadores

### Operadores militares
Afganistán

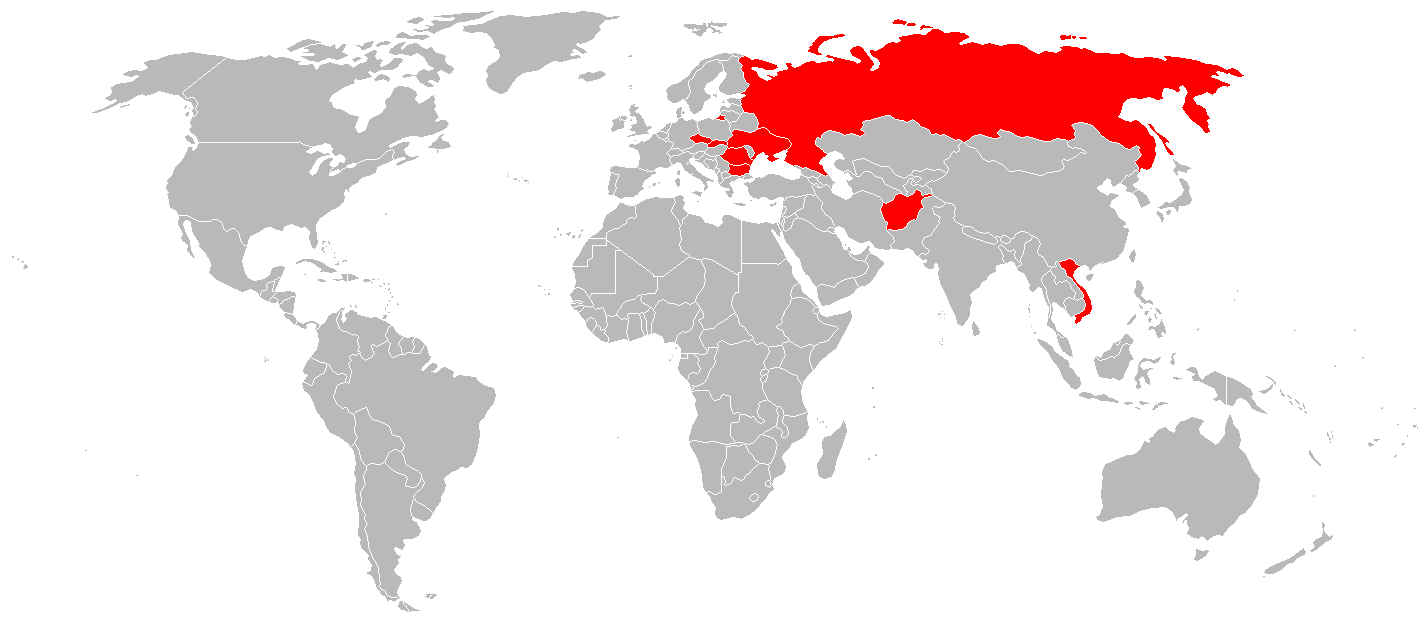
Operadores militares del Antonov An-30.

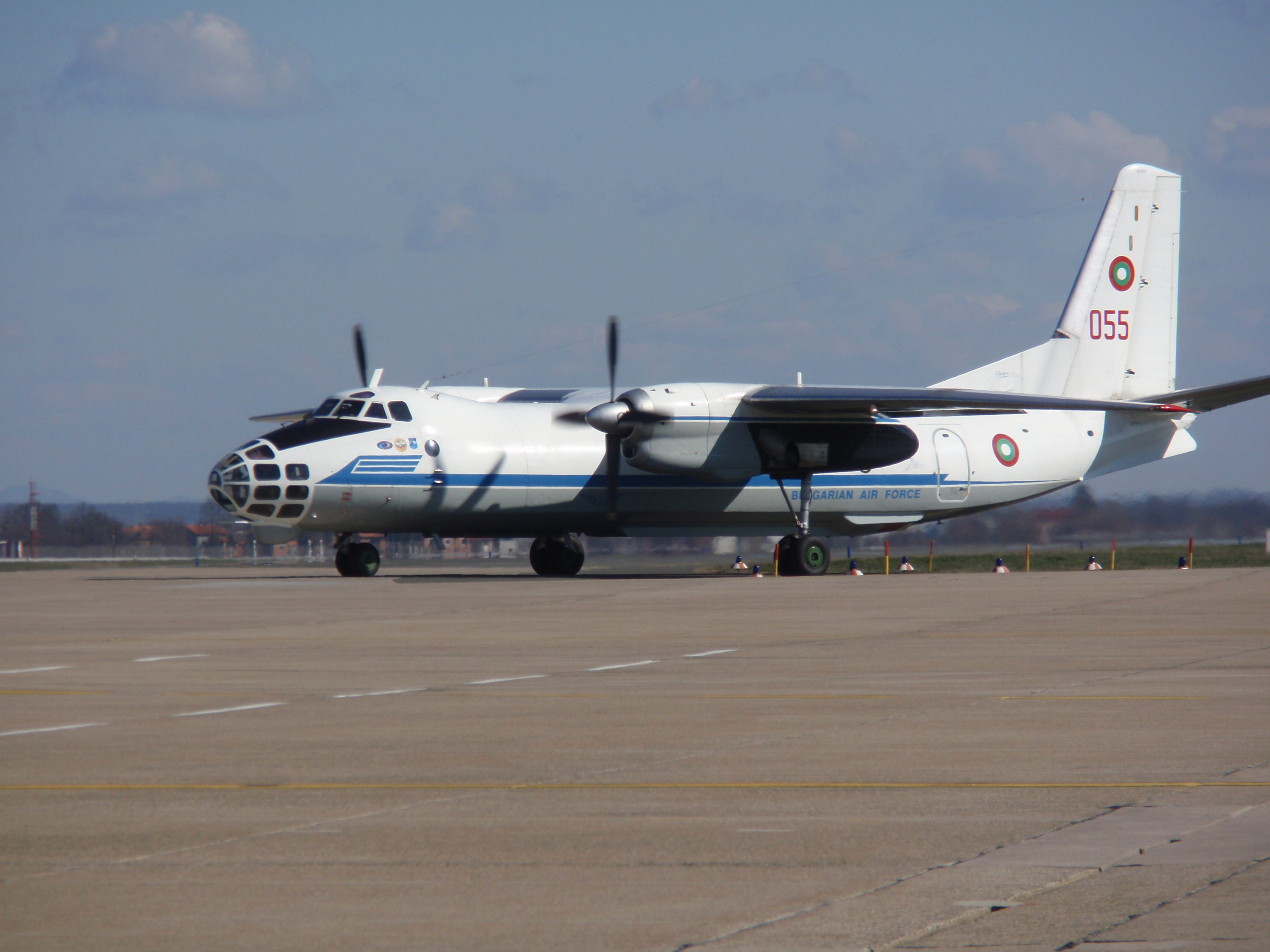
Antonov An-30 de la Fuerza Aérea Búlgara.

- Fuerza Aérea Afgana - Recibió un An-30 en 1985.

 Bulgaria
- Fuerza Aérea Búlgara

 China
- Fuerza Aérea del Ejército Popular de Liberación

 República Checa
- Fuerza Aérea Checa - retiraron el An-30 en 2003.

 Rumania
- Fuerza Aérea Rumana - 3 recibidos en 1976[6]

 Rusia
- Fuerza Aérea Rusa

 Unión Soviética
- Fuerza Aérea Soviética - Transferidos tras su disolución.

 Ucrania
- Fuerza Aérea Ucraniana

 Vietnam
- Fuerza Aérea Popular Vietnamita

### Operadores civiles

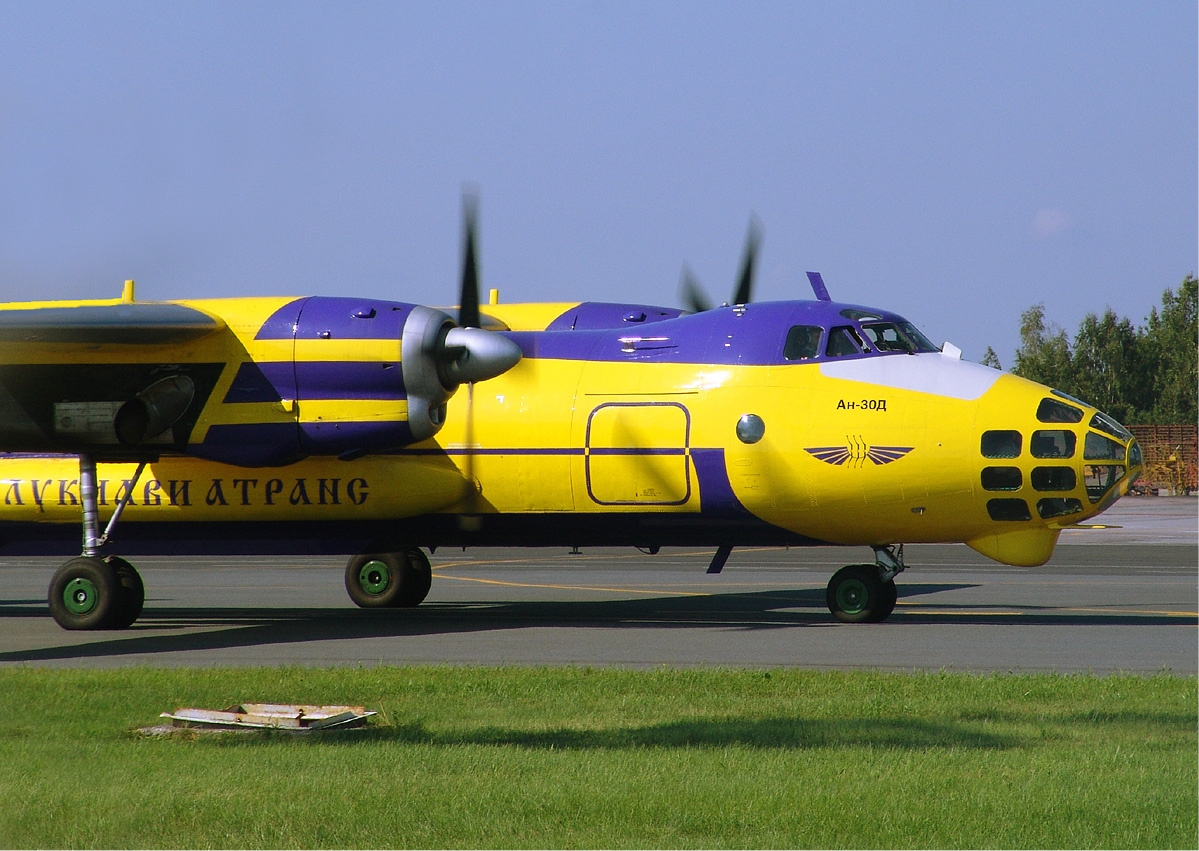
Antonov An-30 de Lukiaviatrans.

| China - Administración de Aviación Civil China Mongolia - MIAT Mongolian Airlines | Rusia - Moskovia Airlines - Lukiaviatrans - Myachkovo Air Services - Novosibirsk Air Enterprise - Polet Airlines - Practical Geodinamics Center Ucrania - ARP 410 Airlines - Ukraine National Airlines Vietnam - Vietnam Air Service Company Cuba - Instituto Cubano de Geodesia y Cartografía, 2 aeronaves ya en desuso |

## Accidentes e Incidentes
- El 22 de junio de 2022 el avión laboratorio Antonov An-30M matrícula RA-30001, operado por el Servicio Federal de Hidrometeorología y Vigilancia Ambiental (Roshydromet), impactó contra el terreno durante un vuelo de investigación en la región de Yakutia, en el extremo oriente de Rusia. El bimotor de la era soviética había sido reportado como desaparecido durante la mañana, pero los restos fueron localizados en las primeras horas de la noche; todos los tripulantes sobrevivieron.[7]

### Desarrollos relacionados
- Antonov An-24
- Antonov An-26
- Antonov An-32